# République catalane
«  État catalan » redirige ici. Pour le parti politique, voir État catalan (parti politique).
Cet article concerne les États établis ou proclamés de 1640 à 1934. Pour l'État déclaré symboliquement en 2017, voir Déclaration d'indépendance de la Catalogne.
 (octobre 2017).
Si vous disposez d'ouvrages ou d'articles de référence ou si vous connaissez des sites web de qualité traitant du thème abordé ici, merci de compléter l'article en donnant les références utiles à sa vérifiabilité et en les liant à la section « Notes et références ».
10 septembre 1640 – 30 décembre 1641
(1 an, 3 mois et 20 jours)
9 mars 1873 – 11 mars 1873
(2 jours)
14 avril 1931 – 17 avril 1931
(3 jours)
6 octobre 1934 – 7 octobre 1934
(1 jour)
Entités précédentes :
- Principauté de Catalogne (1640)
- République espagnole (1873)
- Royaume d'Espagne (1931)
- République espagnole (1934)

Entités suivantes :
- Principauté de Catalogne (1641)
- République espagnole (1873)
- République espagnole (1931)
- République espagnole (1934)

La République catalane (en catalan : República Catalana) ou État catalan (Estat Català), est proclamée à quatre occasions en Catalogne : en 1641 par Pau Claris, en 1873 par Baldomer Lostau (ca), en 1931 par Francesc Macià et en 1934 par Lluís Companys. En 2017, la République catalane fait l'objet d'une déclaration d'indépendance symbolique de la part de Carles Puigdemont.
D'autres propositions, tentatives et statuts ambigus ont été évoqués concernant un État catalan non monarchique, parmi lesquels : un gouvernement quasi-républicain établi par les institutions de la principauté de Catalogne pendant la guerre des Catalans (1713-1714), dernière phase de la guerre de Succession d'Espagne; le gouvernement de Catalogne (1810-1812), sous le contrôle direct de Napoléon Ier, séparé de l'Espagne sous Joseph Bonaparte dans le contexte de la Guerre d'indépendance espagnole, puis annexé directement à l'Empire français; le complot de Prats de Molló (1926), tentative de libération militaire de la Catalogne, alors sous la dictature de Primo de Rivera (1923-1930), et de proclamation de la République catalane, planifiée par État catalan près de la frontière franco-espagnole, mais avortée par la police française; et la Catalogne révolutionnaire (1936-1937), un proto-État aux caractéristiques anarcho-syndicalistes établi pendant la Guerre d'Espagne (1936-1939).

## La République de Pau Claris, 1640-1641
Au début de la Guerre des faucheurs (1640), la Généralité convoqua le 10 septembre la Junta de Braços ou Braços Generals (États généraux) de la principauté de Catalogne, un organisme extraordinaire formé des représentants dans les Corts Catalanes (le parlement), mais présidé par la Généralité. La Junta était une réponse au vide de pouvoir créé par les événements du Corpus de Sang de Barcelone (7 juin), au cours desquels le vice-roi de Catalogne, Dalmau de Queralt, et les officiers royaux furent assassinés par une multitude de paysans. La réaction du comte-duc d'Olivares, ministre du roi, fut de préparer l'occupation militaire de la principauté, de punir les responsables présumés de la révolte et de convoquer ensuite les Corts Catalanes, afin d'obtenir son projet d'Union des Armes et diverses mesures centralisatrices sous la pression militaire.
Le sommet de la Junta de Braços fut un succès et une amélioration importante de la représentation selon les standards de l'époque, car il réunit également des représentants de villes qui n'étaient généralement pas invités aux Corts, et fonctionna principalement sur la base du vote individuel au lieu du vote unique par État. La nouvelle assemblée commença à assumer la souveraineté, en promulguant une série de mesures révolutionnaires. Parmi celles-ci figuraient la création de son propre Conseil de Justice en remplacement de l'Audience Royale, le Conseil de Défense afin de lever une armée pour répondre à la contre-attaque royale, ainsi que le Conseil du Trésor qui commença à émettre des dettes et un impôt spécial pour la noblesse, tout en recherchant le soutien diplomatique de la France. 
À la suite de l'intervention du roi d'Espagne, Philippe IV, l'armée espagnole du marquis de Los Vélez à Tarragone le 23 décembre, elle continua son avance vers Barcelone, tandis que l'armée française d'Espenan procédait au départ de la Catalogne vers la France au début de janvier 1641. Les négociations avec les Français s'intensifièrent, le 3 janvier une délégation de trois Catalans rencontra le cardinal de Richelieu qui leur assura protection s'ils devenaient une république indépendante comme Gênes. Le massacre perpétré par les armées espagnoles à Cambrils le 16 décembre, une méthode similaire à celles menées lors de la lutte contre les Provinces-Unies, a convaincu les dirigeants catalans qu'ils ne pouvaient espérer aucun pardon ni aucune solution négociée de la part du roi d'Espagne.
Le 16 janvier 1641 est établie pour la première fois la République catalane par la Junta de Braços présidé par Pau Claris. Cependant, une semaine plus tard, après la défaite de l'armée catalane à la bataille de Martorell, près de Barcelone, du Plessis-Besançon réussit à convaincre les autorités catalanes que l'aide dont elles avaient besoin ne pouvait être obtenue de la France que si elles reconnaissaient Louis XIII de France comme souverain. Pau Claris fait appel le 23 janvier au roi de France, Louis XIII, et le reconnaît comme « comte de Barcelone » (le titre ayant été transmis à son héritier Louis XIV jusqu'en 1652). La principauté de Catalogne est placée sous une union personnelle avec le royaume de France.
Cependant, avant que le roi de France ne jure les constitutions catalanes, il s'écoula presque une année entière, durant laquelle la Catalogne fut encore gouvernée sans dépendre d'aucun monarque, maintenant ainsi la république dans laquelle la Junte de Braços et la Généralité conservaient le pouvoir réel. Le 26 janvier 1641, à l'issue de la bataille de Montjuïc, l'armée de Philippe IV est vaincue et doit se retirer. Pau Claris meurt un mois plus tard, probablement empoisonné par des agents espagnols..  Finalement, la destitution du comte-duc d'Olivares, les ravages causés par la famine et la peste, ainsi que l'engagement pris par Philippe IV de respecter les institutions catalanes, mettent fin à la guerre en 1652.
Au traité de Westphalie, en 1648, l'Espagne perd une grande partie de ses possessions en Europe centrale, et le conflit avec la France subsiste, notamment au sujet des territoires catalans situés au nord des Pyrénées. En 1659, au traité des Pyrénées, Philippe IV cède à la France les territoires relevant du comté de Roussillon et la partie nord de la Cerdagne, ce qui va à l'encontre des délimitations fixées par les Constitutions catalanes.

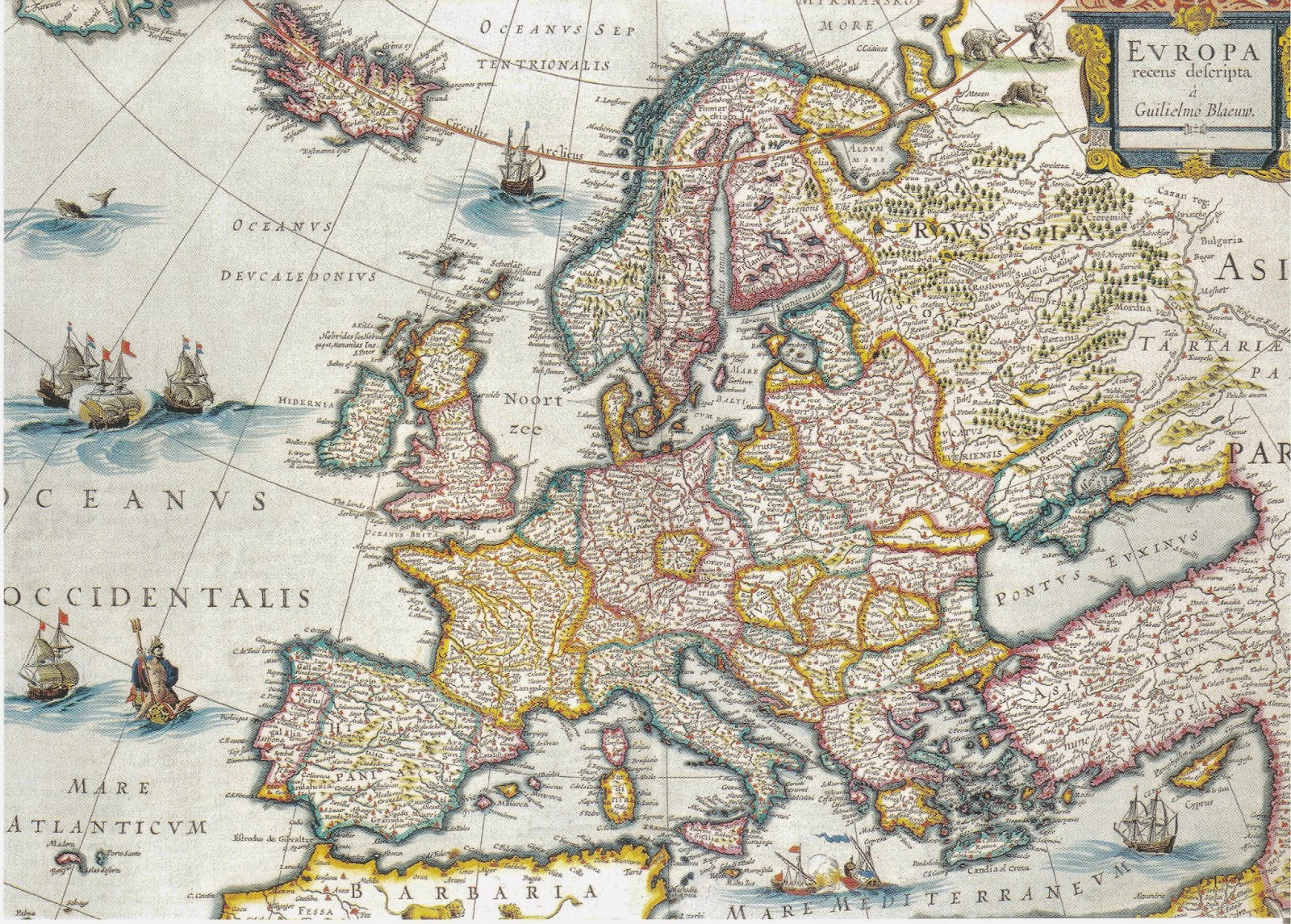
Carte de l'Europe avec la République catalane (Willem Blaeu, 1641).
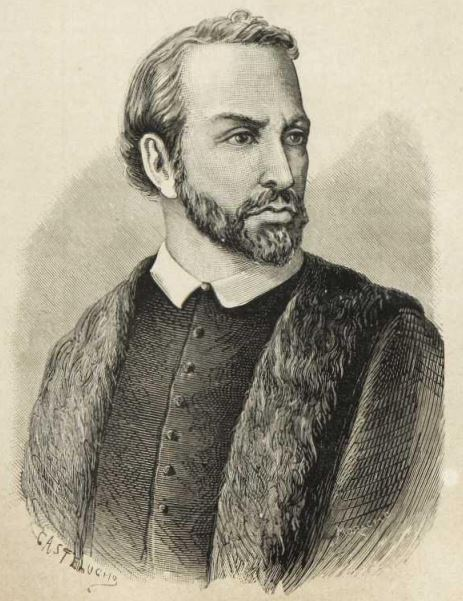
Portrait de Pau Claris.

## Pacte de Tortosa et proclamation de 1873
Le 18 mai 1869, les représentants des comités républicains fédéraux d'Aragon, de Catalogne, de Valence et des Baléares signent le Pacte fédéral de Tortosa (ca) pour restaurer la Confédération catalano-aragonaise dans le cadre de l'État républicain espagnol.
En février 1873, Estanislao Figueras est élu président de la Première République espagnole, et occupe cette charge juste à la fin du mois de juin. À cette date, la crise économique, les divisions de son propre parti et la proclamation de l'État catalan, sur laquelle il ne peut revenir sans dissoudre les troupes présentes en Catalogne, l'amènent à démissionner au profit de Francisco Pi i Margall. Figueras part ensuite en France, d'où il tente sans succès de revenir à la fin de l'année pour reconstituer le Parti fédéral.

## Proclamation de Francesc Macià en avril 1931

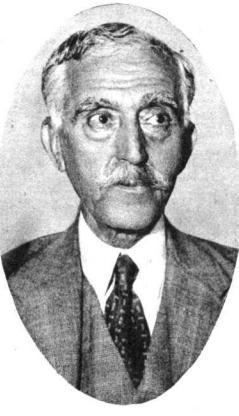
Portrait de Francesc Macià.

Par l'accord de Saint-Sébastien, le 17 août 1930, les partis républicains espagnols s'accordent à préparer un changement de régime en cas de victoire aux élections suivantes. Dans ce projet, il est prévu l'autonomie politique de la Catalogne, à l'intérieur de la République espagnole. Le 14 avril 1931, à la suite des élections municipales qui ont donné la majorité à la Gauche républicaine de Catalogne (ERC), Francesc Macià, une heure avant la proclamation de la République espagnole, depuis le balcon de l'actuelle Généralité, proclame « la République catalane, dans l'attente que les autres peuples d'Espagne se constituent comme républiques, afin de former la Confédération ibérique ».
Macià démit immédiatement le général Ignasi Despujol, chef de l'armée espagnole en Barcelone, et nomma à sa place le général López Ochoa, fidèle au nouveau gouvernement républicain, tandis que Lluís Companys fut nommé gouverneur civil de Barcelone et que Jaume Aiguader devint maire de Barcelone. Le juriste Josep Oriol Anguera de Sojo fut nommé président de l'Audience territoriale de Barcelone (la plus haute cour de justice de Catalogne à l'époque).
Le gouvernement provisoire de la République catalane était composé de :
- Président : Francesc Macià (Gauche républicaine de Catalogne)
- Ministre de la Politique : Ventura Gassol (Gauche républicaine de Catalogne)
- Ministre de l'Instruction : Rafael Campalans (Union socialiste de Catalogne)
- Ministre de la Défense : Joan Casanovas (Gauche républicaine de Catalogne)
- Ministre du Trésor : Casimir Giralt (Parti républicain radical)
- Ministre de l'Économie et du Travail : Manuel Serra i Moret (Union socialiste de Catalogne)
- Ministre des Communications : Manuel Carrasco i Formiguera (Action catalane)
- Ministre des Travaux publics : Salvador Vidal Rosell (Union générale des travailleurs)

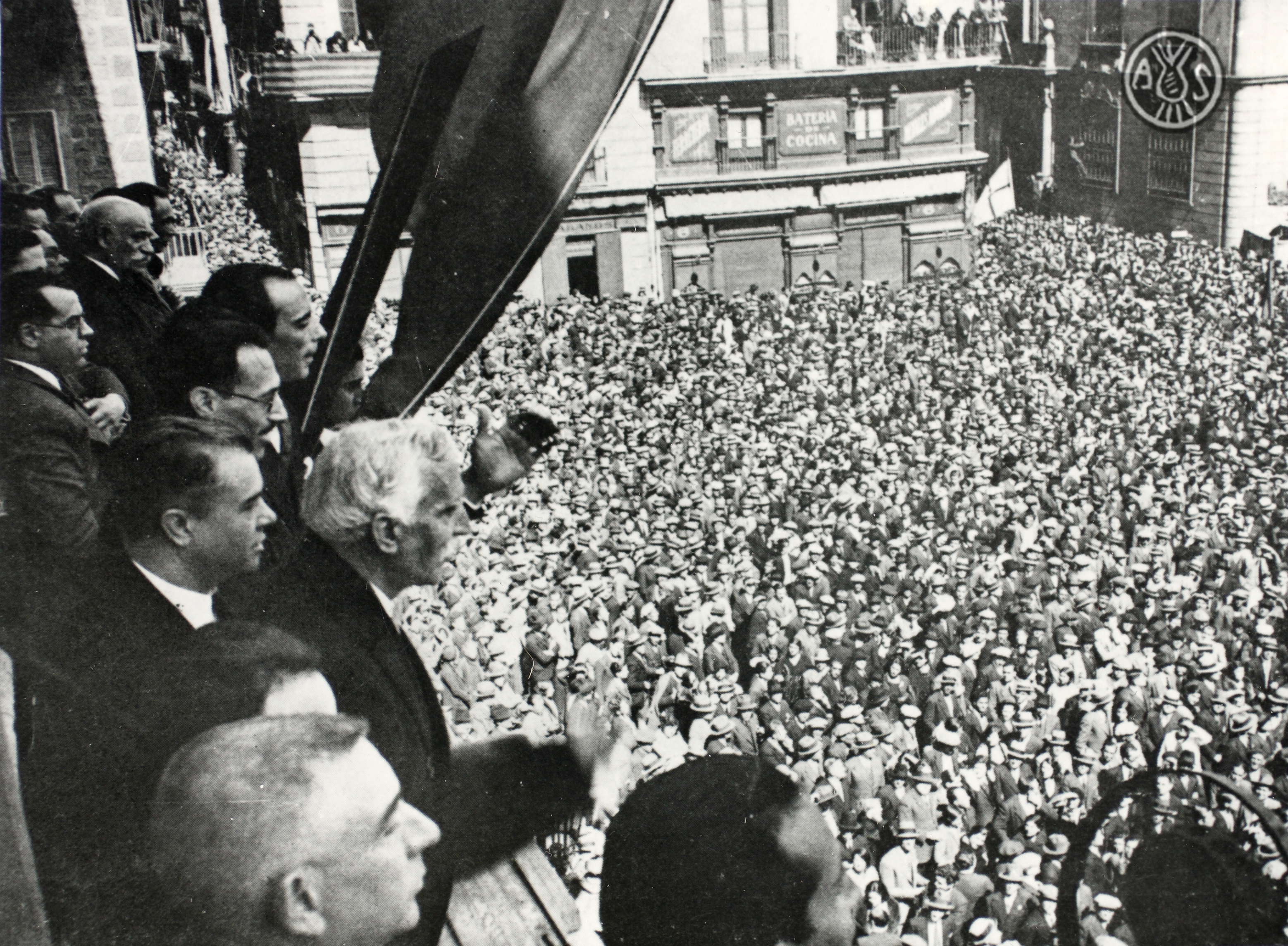
Proclamation de la République catalane sur la Plaça de Sant Jaume de Barcelone par Francesc Macià, 14 avril 1931.

Cette proclamation préoccupe le gouvernement provisoire de la République. Le 17 avril, les ministres Fernando de los Ríos, Marcelino Domingo Sanjuán et Lluís Nicolau d'Olwer arrivent à Barcelone par avion. Après plusieurs heures de tractation, ils tombent sur un accord avec l'ERC. Le conseil provisoire de la République catalane formé à Barcelone est reconnu comme gouvernement autonome de la Généralité de Catalogne. Cela suppose la recréation d'une entité historique disparue depuis les décrets de Nueva Planta, au XVIIIe siècle, la Députation du général (Diputació del General). Cette décision ouvre également la voie à une nouvelle forme d'autonomie de la Catalogne.
Cependant, quelques mois plus tard, lorsque le projet de république fédérale est mis en échec à l'Assemblée constituante, Macià est forcé d'abaisser ses conditions. Il accepte l'institution d'un statut d'autonomie spécifique à la Catalogne et dirige la Généralité jusqu'à sa mort, en 1933.

## Proclamation de Lluís Companys en octobre 1934

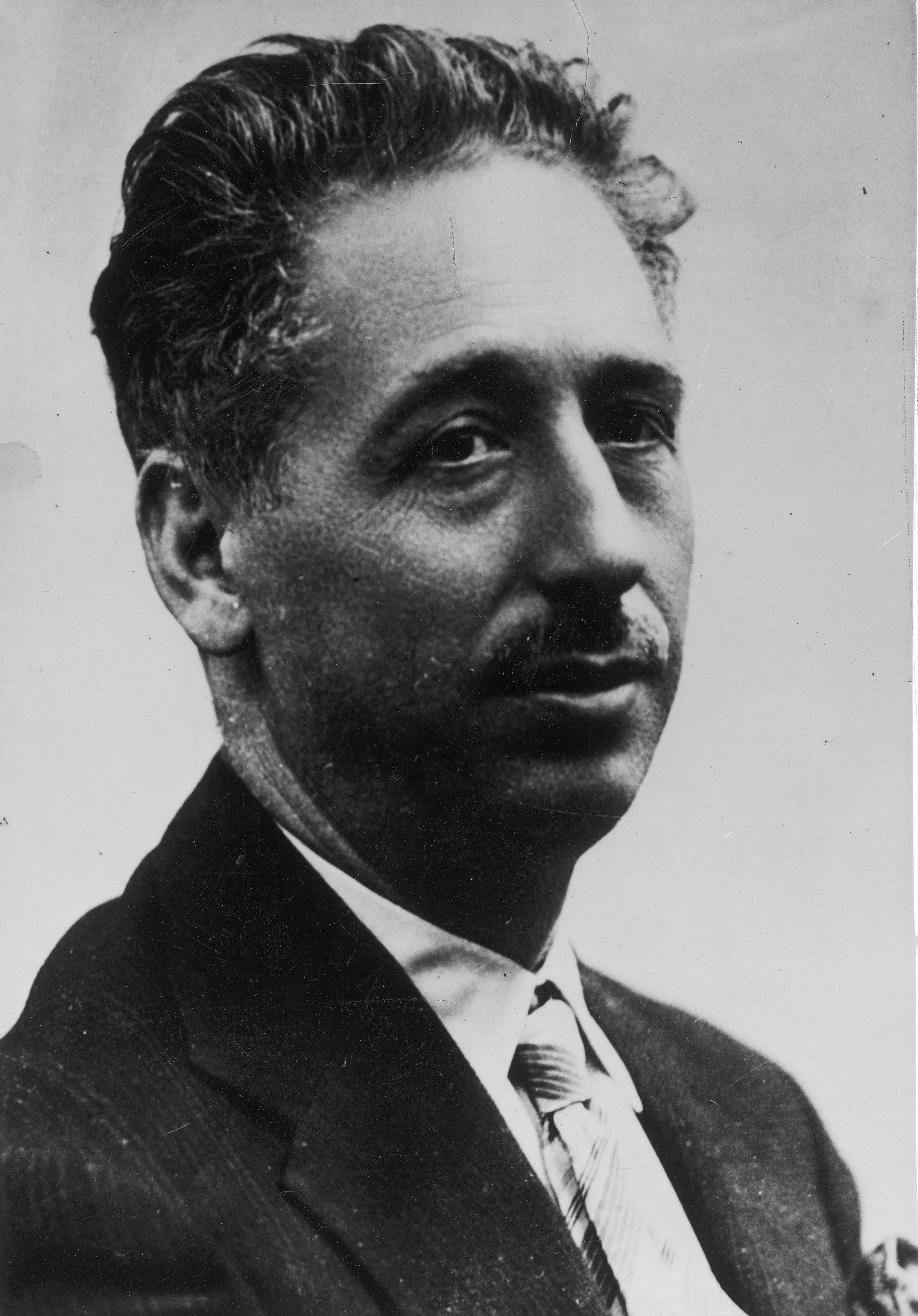
Portrait de Lluís Companys.

Le 6 octobre 1934, au même moment que la révolution asturienne (5-18 octobre), le président ERC de la Généralité, Lluís Companys, proclame unilatéralement l'État catalan. La tentative est rapidement mise en échec par le gouvernement espagnol. Companys est arrêté et le gouvernement autonome de la Généralité suspendu.
À la fin de la guerre d'Espagne, en 1939, le gouvernement de la Généralité part en exil. La dictature franquiste suspend les institutions catalanes héritées de la république. Le président Companys, défenseur de la légalité constitutionnelle républicaine, est arrêté par la Gestapo  en France où il s'est réfugié. Il est abandonné aux forces franquistes, jugé en conseil de guerre et condamné à mort. Il est fusillé au château de Montjuïc en 1940.

## Déclaration d'indépendance de 2017 par Carles Puigdemont

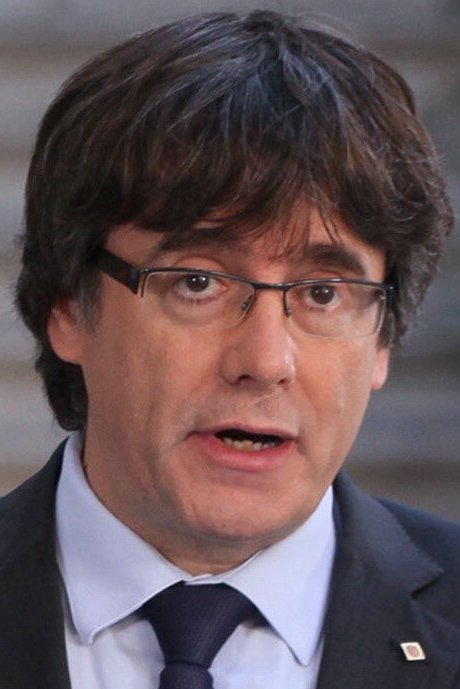
Carles Puigdemont en 2017.

Le 10 octobre 2017, le président de la Généralité, Carles Puigdemont, suivant le référendum du 1er octobre 2017, annonce que le peuple a décidé que la Catalogne devrait devenir un État indépendant sous la forme d’une république et signe à Barcelone une déclaration d'indépendance de la République catalane, mais, sur la proposition du président, cette indépendance est immédiatement suspendue par le parlement catalan, dans un geste envers Madrid pour l'ouverture de négociations.
Le 27 octobre de la même année, le Parlement de Catalogne vote pour une motion déclarant que la région devient un « État indépendant prenant la forme d’une république » avec 70 votes pour, 10 contre, 2 blancs et 53 abstentions sur 135 députés. Le même jour, le gouvernement espagnol présidé par Mariano Rajoy prononce la dissolution du Parlement et la destitution du Président de la Généralité de Catalogne. Le quotidien Público publie le lendemain une analyse juridique selon laquelle le vote des députés ne concernait pas la proclamation de la République catalane, et que le texte voté n'a qu'une valeur politique et non juridique.
Le 11 novembre, la présidente du Parlement de Catalogne, Carme Forcadell, déclare, durant son interrogatoire, que la déclaration d'indépendance était « politique » et « symbolique » et qu'elle n'avait pas de « valeur juridique ».
En octobre 2018, un Conseil pour la République est créé dans le but de rendre la déclaration d'indépendance effective.